# Паранатама
Паранатама (порт. Paranatama) — муниципалитет в Бразилии, входит в штат Пернамбуку. Составная часть мезорегиона Сельскохозяйственный район штата Пернамбуку. Входит в экономико-статистический микрорегион Гараньюнс. Население составляет 11 669 человек на 2007 год. Занимает площадь 231 км². Плотность населения — 50,5 чел./км².
Праздник города — 2 февраля. 

## История
Город основан в 1943 году.

## Статистика
- Валовой внутренний продукт на 2005 год составляет 24 125 000 реалов (данные: Бразильский институт географии и статистики).
- Индекс развития человеческого потенциала на 2000 год составляет 0,561 (данные: Программа развития ООН).